# جكتيس
جكتيس، هي مدينة أثرية تقع على خليج بوغرارة في ولاية مدنين بالجنوب الشرقي للبلاد التونسية. يرجع تاريخ جكتيس إلى العهد البونيقي وقد كانت لها أهمية إستراتيجية من كونها تقع على الطريق بين لبدة الكبرى وقرطاج. شكلت المدينة منذ القرن السادس قبل الميلاد جزءا من الأراضي التابعة لسيطرة قرطاج. خضعت البلدة للرومان بعد احتلالهم البلاد وقد تميزت منذ القرن الأول بعد الميلاد بنسيج عمراني متطور إلا أنها لم تأخذ مرتبة مونيسيبيوم إلا في القرن الثاني بعد الميلاد في عهد الإمبراطور أنطونيوس بيوس. عرفت جكتيس ازدهارا كبيرا في العهد الروماني لتصبح محطة تجارية هامة تحيط بها عدة أحياء سكنية. خلفت المدينة عدة معالم من أهمها فوروم روماني وكابيتول إضافة لعدد من لوحات الفسيفساء.

## المعالم الأثرية المصنفة
يوجد بالموقع الأثري جكتيس تسع معالم أثرية مصنفة والمحمية من قبل المعهد الوطني للتراث.

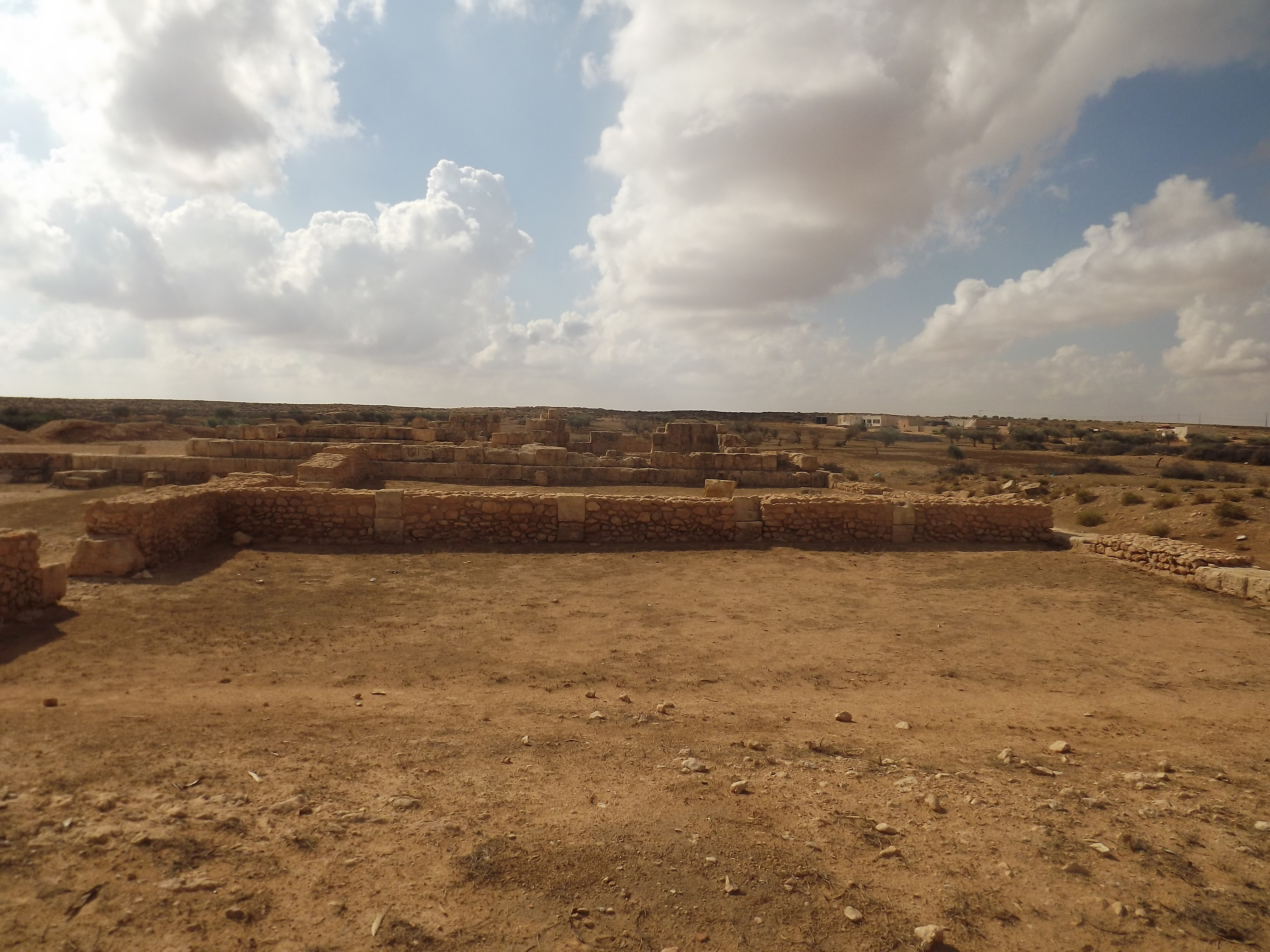
الآروقة
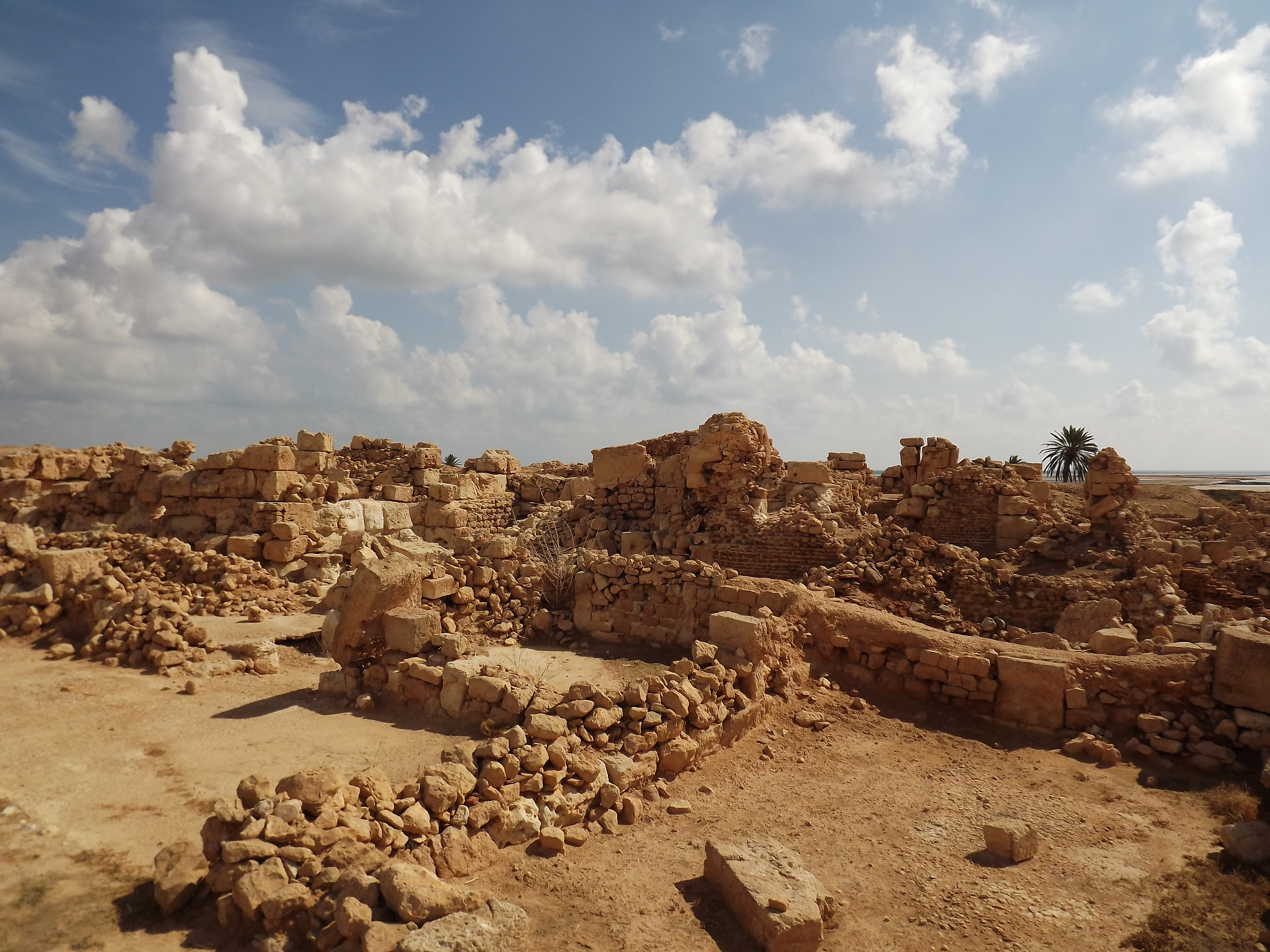
الحمام الروماني
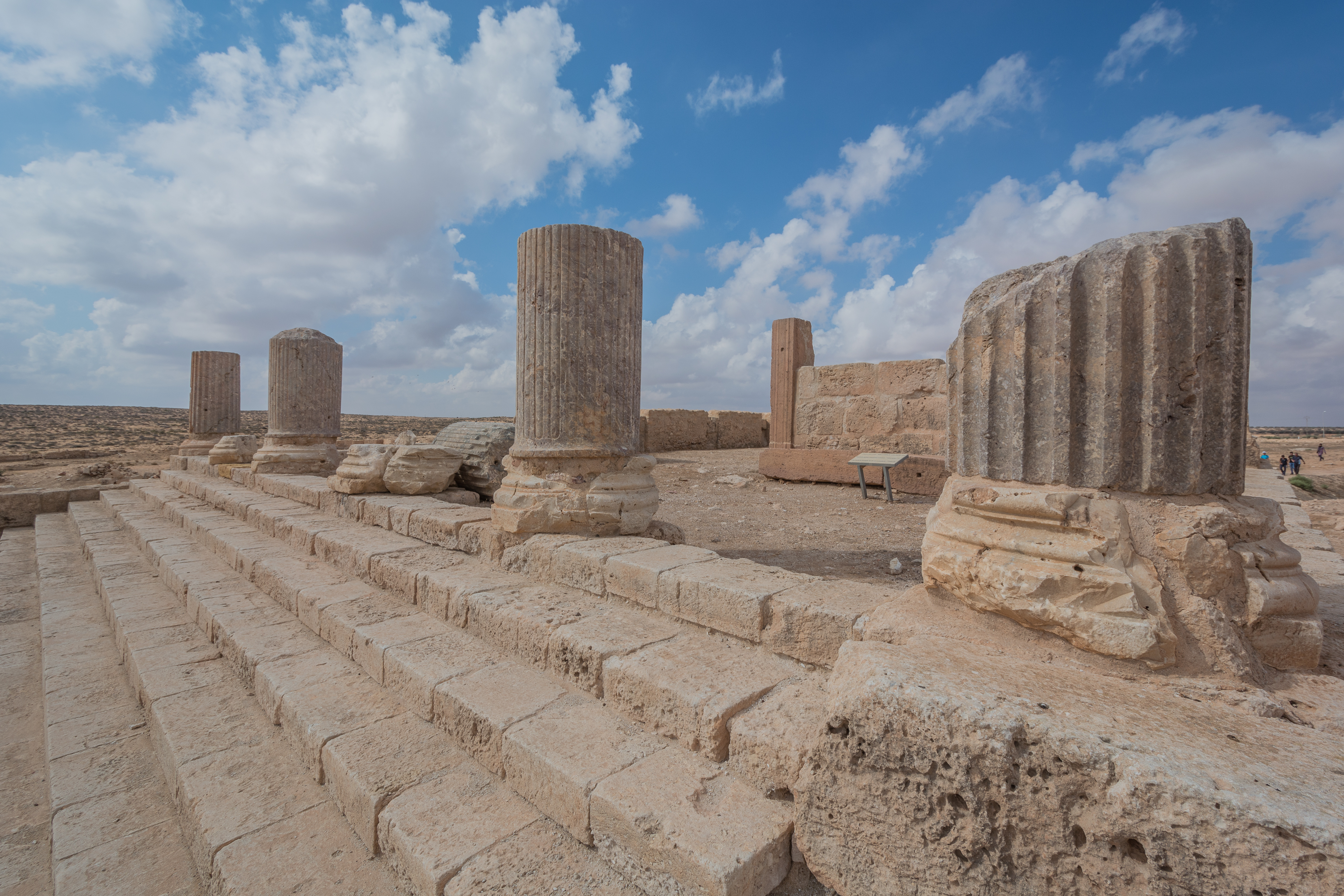
الساحة العموميةو توابعها
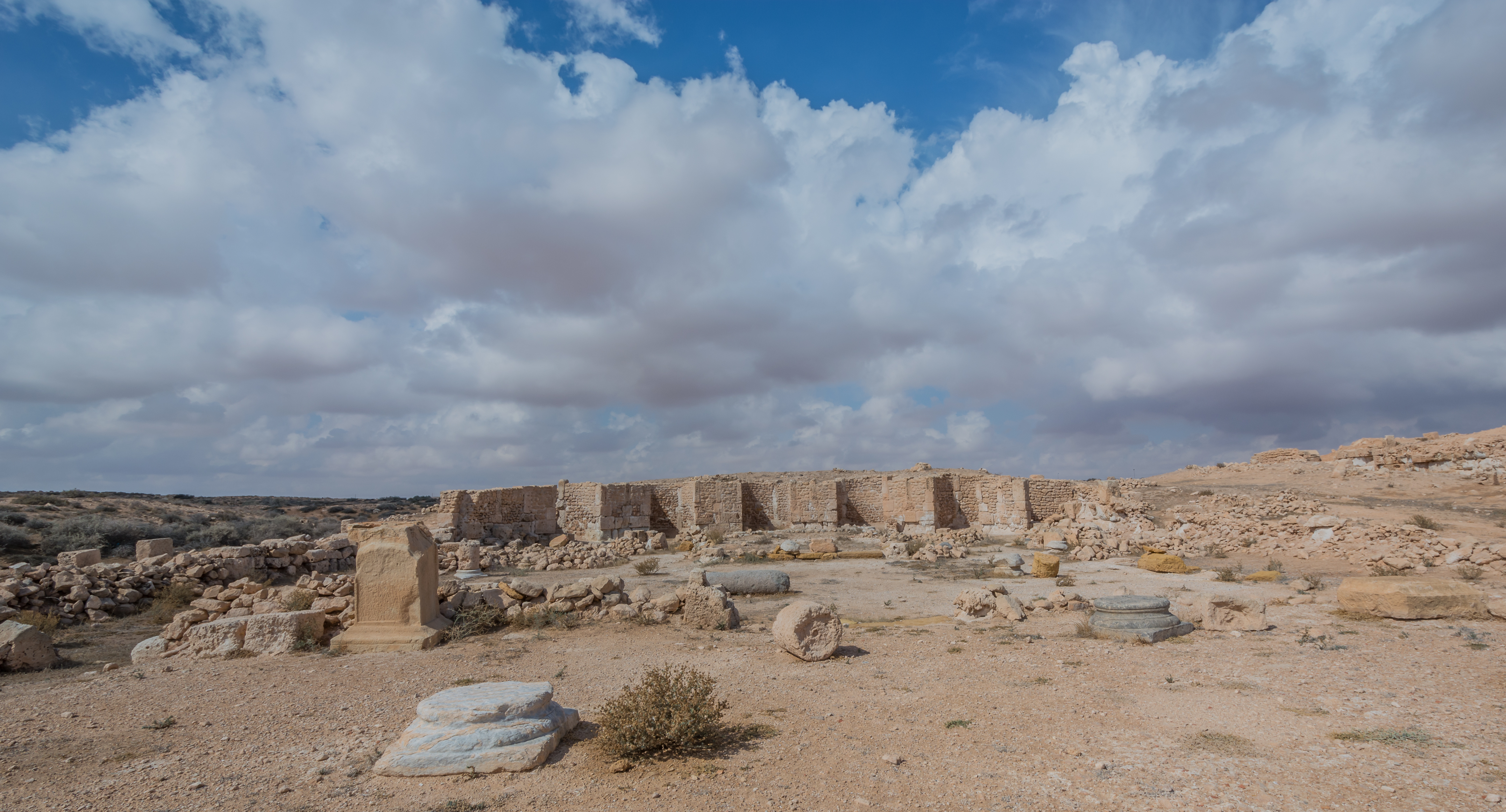
السوق الرومانية
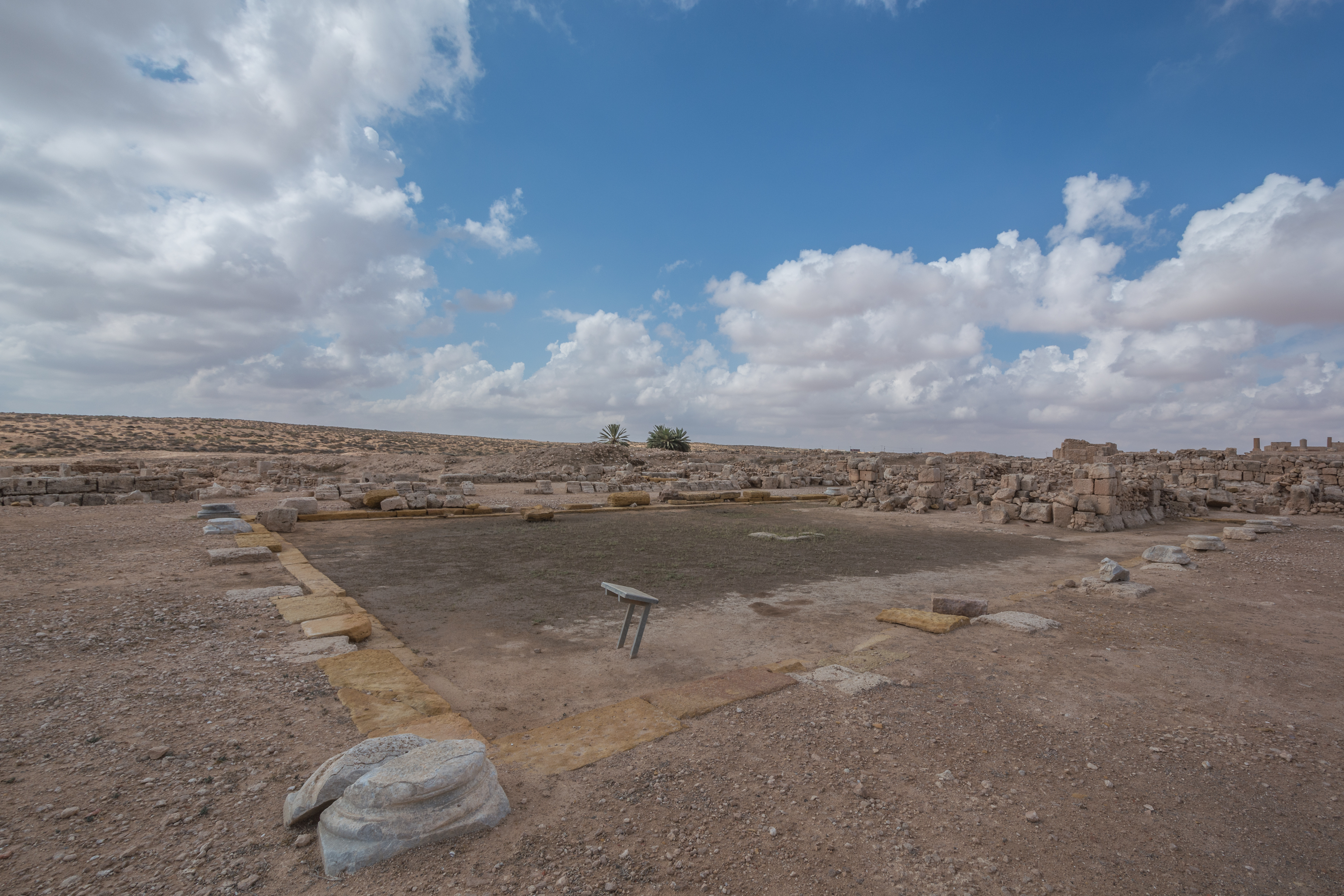
الكنيسة الآثرية
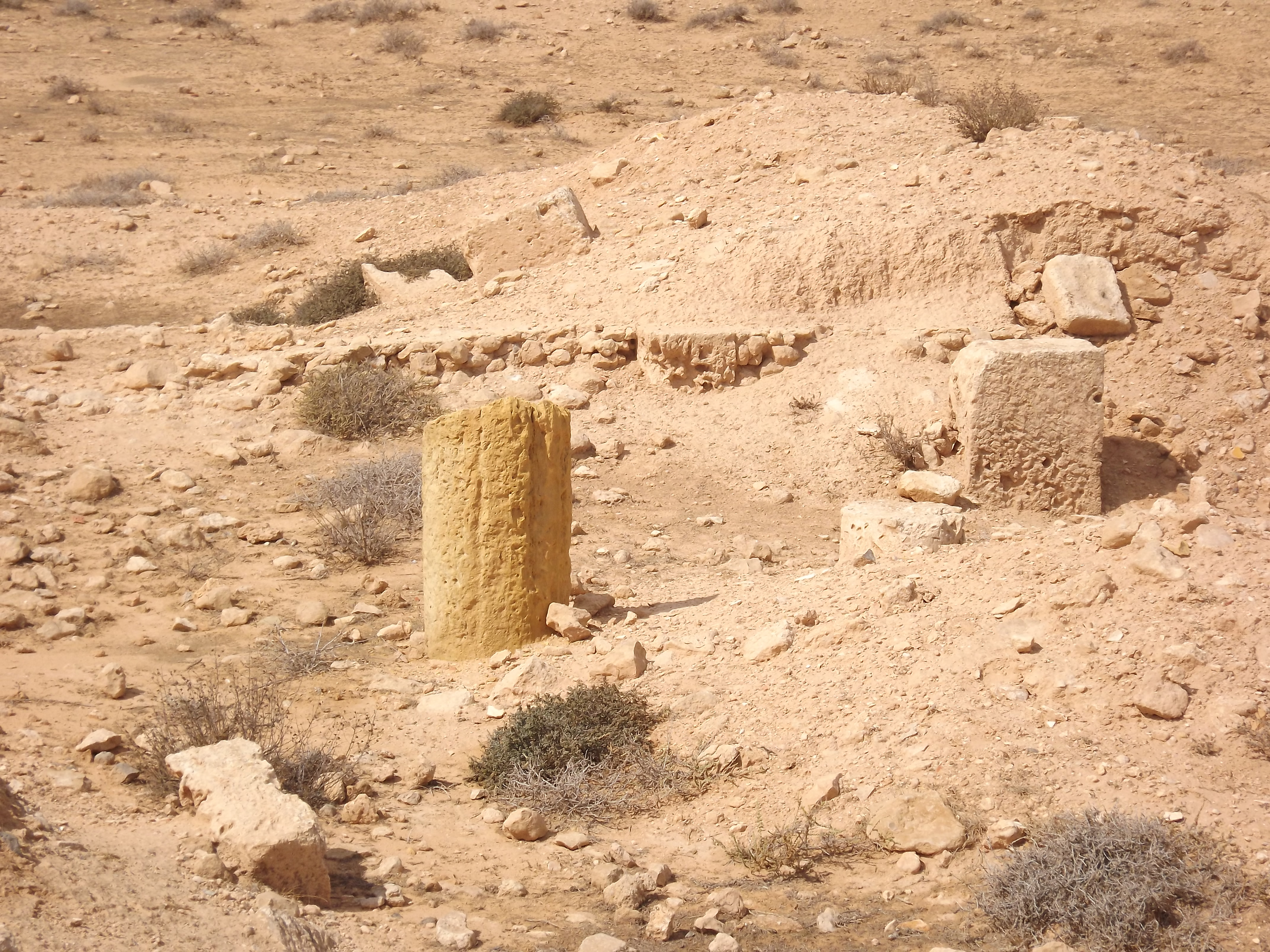
المساكن الرومانية
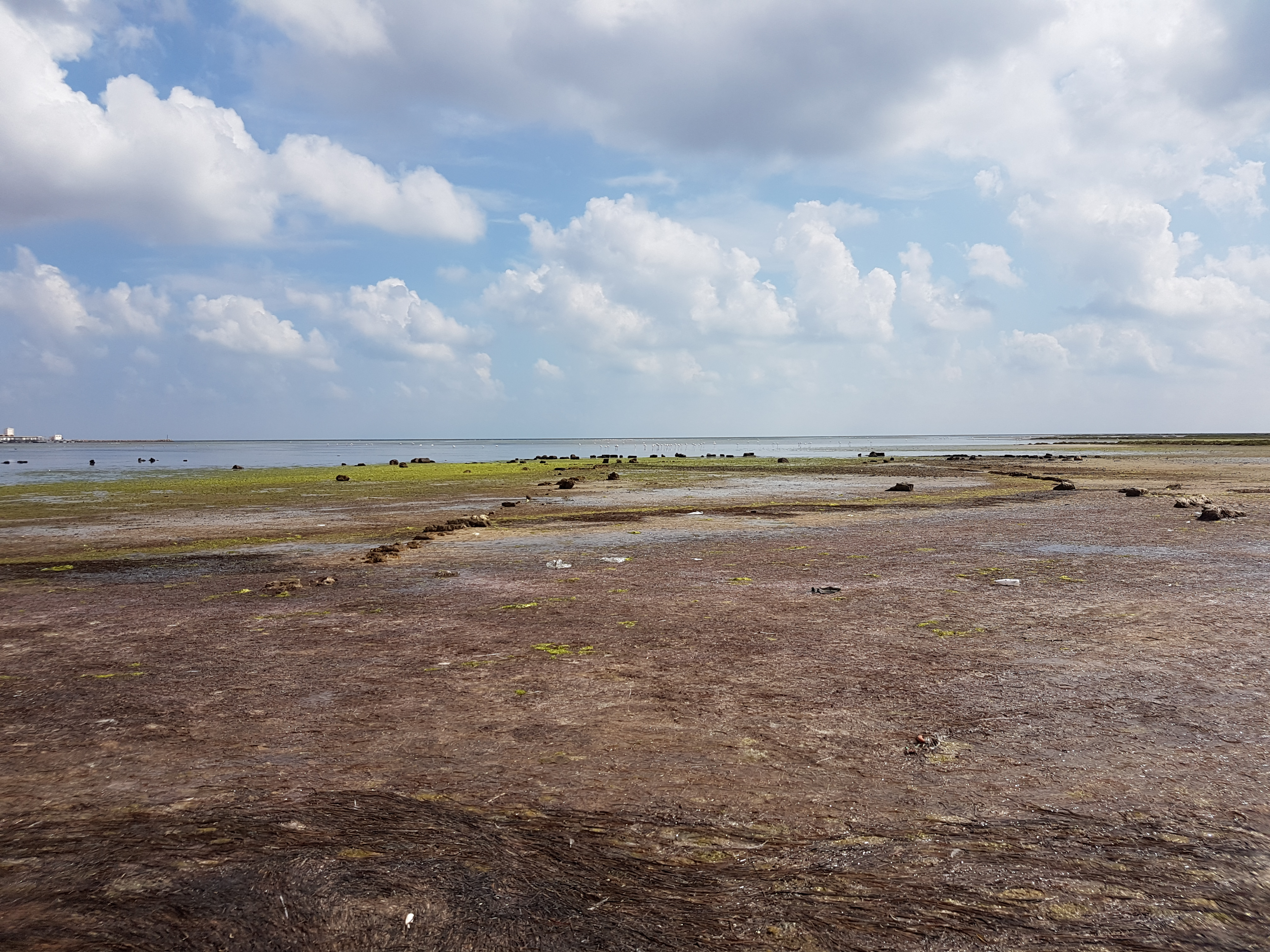
الميناء الروماني
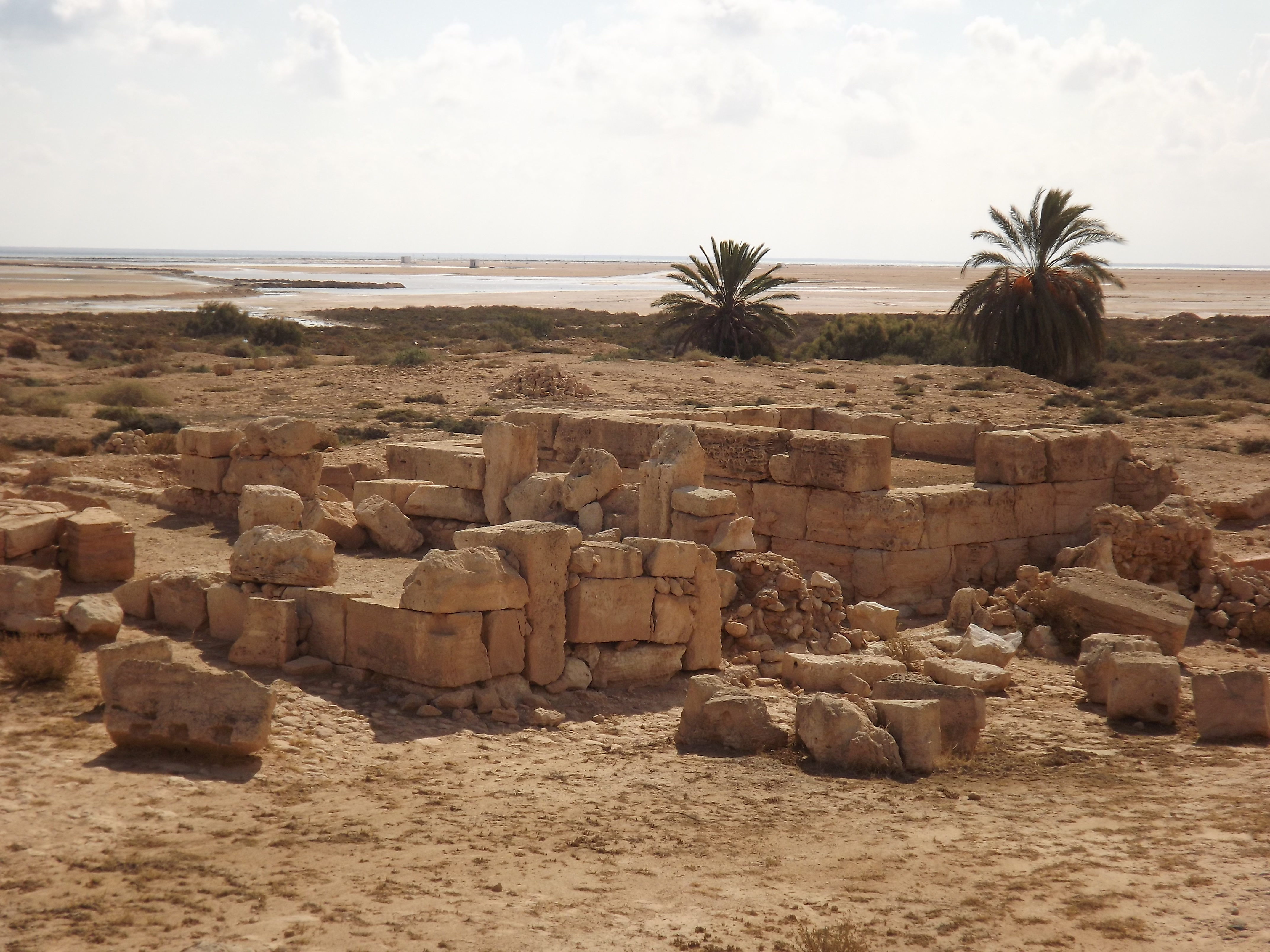
معبد الآسكولاب
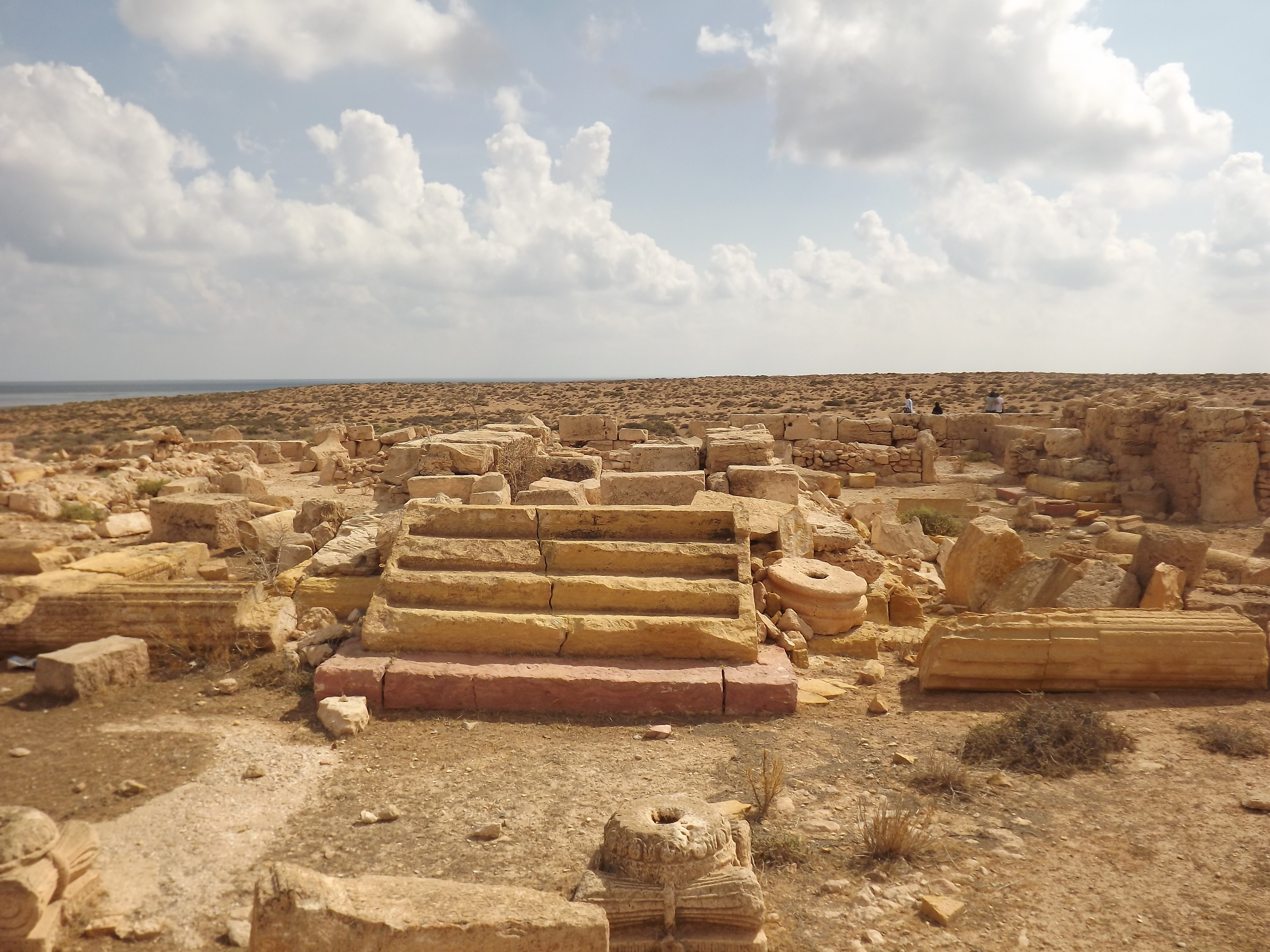
معبد عطارد